# Dmitrij Bykov
Dmitrij Vjačeslavovič Bykov (in russo Дми́трий Вячесла́вович Бы́ков?; Iževsk, 5 maggio 1977) è un hockeista su ghiaccio russo.

## Carriera
La sua carriera è iniziata in IHL nella stagione 1995-96 con il CSK VVS Samara. Nella stagione 1997/98 ha indossato le maglie di HC Lada Togliatti e Torpedo Yaroslavl. 
Dalla stagione 1999/2000 alla stagione 2001/02 ha giocato con l'Ak Bars Kazan. Nel 2002/03 ha militato in NHL con i Detroit Red Wings, prima di tornare all'Ak Bars Kazan, in cui ha giocato fino al 2005. Dopo una stagione all'HC Dinamo Mosca (2005/06), ha giocato con il Khimik Moscow Oblast (2006-2008) e con l'Atlant Moskovskaja Oblast' (2008-2010).
Con la nazionale danese ha preso parte a quattro edizioni dei campionati mondiali (1999, 2002, 2004 e 2006), conquistando la medaglia d'argento in quella del 2002.

## Palmarès

### Mondiali
- 1 medaglia:
  - 1 argento (Svezia 2002)